# Richard Püttner

Richard Püttner: Wiesbaden vom Neroberg aus, vor 1875, Bleistift auf Papier, 17,1 × 20,8 cm, Privatsammlung Wiesbaden.
Diese Skizze diente als Vorlage für Hermann Wagners Holzstich für Karl Stielers 1875 erschienene Publikation Rheinfahrt. Von den Quellen des Rheins bis zum Meere.

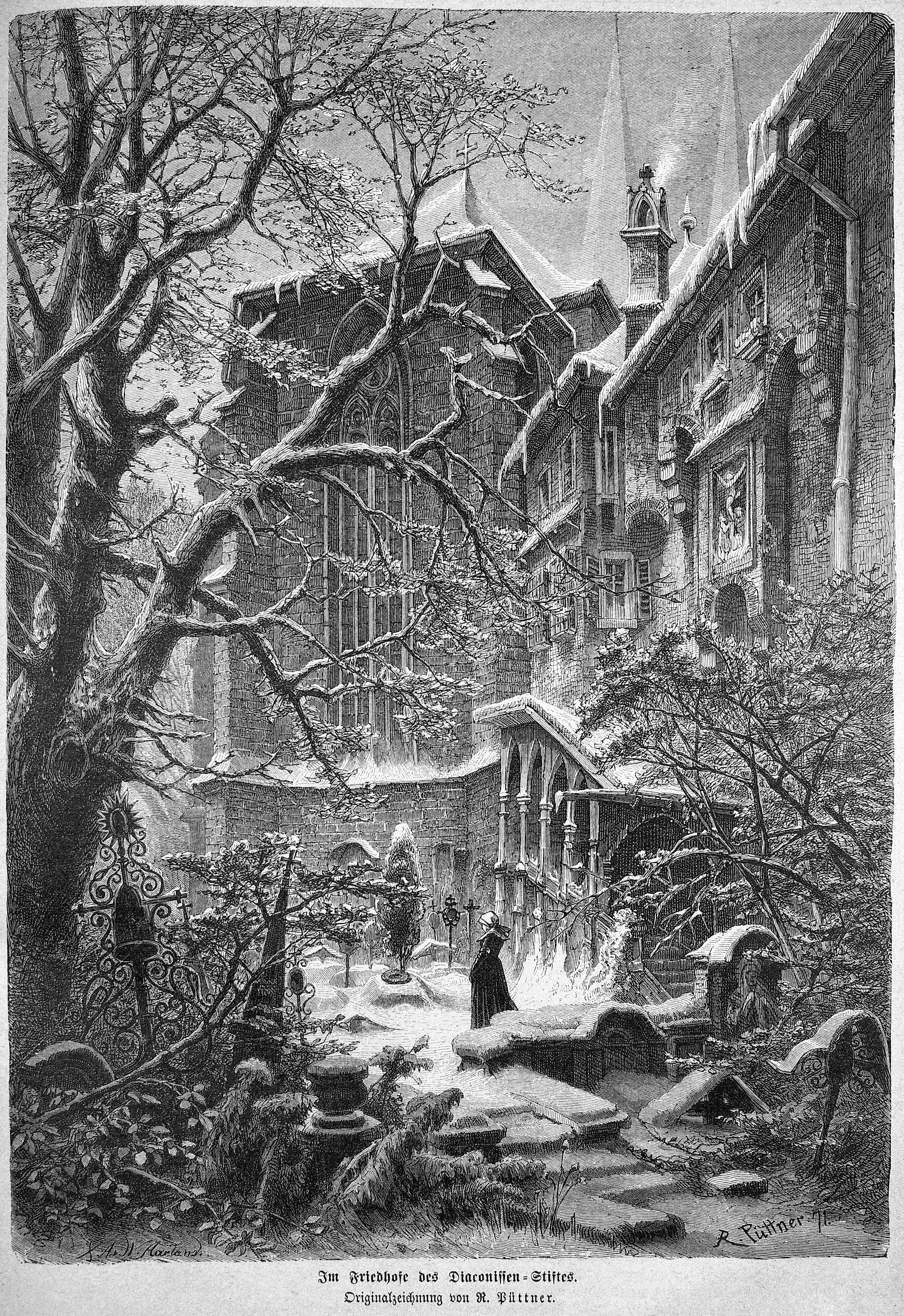
Friedhof des Diakonissen-Stifts. Illustration aus der Gartenlaube

Richard Püttner (* 1. Januar 1842 in Wurzen; † 1. November 1913 in München) war ein deutscher Zeichner und Illustrator.
Er war für diverse Zeitschriften und Zeitungen tätig, u. a. für Die Gartenlaube, Daheim, Illustrirte Zeitung und Über Land und Meer, und illustrierte auch Prachtwerke wie Unser Vaterland und Rheinfahrt.
Richard Püttner war Schwiegersohn des Malers Heinrich Gotthold Arnold (1785–1854) und Vater des Malers Walter Püttner (1871–1953).